# Лямбда Голубя
Лямбда Голубя (лат. λ Columbae), HD 39764 — тройная звезда в созвездии Голубя на расстоянии приблизительно 358 световых лет (около 110 парсек) от Солнца. Возраст звезды определён как около 56,6 млн лет.
Пара первого и второго компонентов — двойная вращающаяся эллипсоидальная переменная звезда (ELL:). Видимая звёздная величина звезды — от +4,92m до +4,85m. Орбитальный период — около 0,64 суток (15,36 часа).

## Характеристики
Первый компонент — бело-голубая звезда спектрального класса B5V, или B5. Масса — около 3,999 солнечной, радиус — около 3,037 солнечного, светимость — около 212,87 солнечной. Эффективная температура — около 15057 K.
Третий компонент — коричневый карлик. Масса — около 25,1 юпитерианской. Удалён в среднем на 2,374 а.е..